# Vlag van Fontaine-l'Évêque
De vlag van Fontaine-l'Évêque is op onbekende datum bij raadsbesluit vastgesteld als de vlag van de Henegouwse gemeente Fontaine-l'Évêque. De vlag kan als volgt worden beschreven:
Twee even lange banen van zwart en van geel met een rode schuinbalk
De vlag komt overeen met het vlagontwerp van de Raad van Heraldiek en Vexillologie (Frans: Conseil d’héraldique et de vexillologie). De vlag is ontworpen naar het gemeentewapen.